# 1959-es Vuelta ciclista a España
Az 1959-es Vuelta ciclista a España volt a 14. spanyol körverseny. 1959. április 24-e és május 17-e között rendezték. A verseny össztávja 3048 km volt, és 17 szakaszból állt. Végső győztes a spanyol Antonio Suárez lett.

## Végeredmény
|    | Versenyző         | Csapat            | Idő           |
| -- | ----------------- | ----------------- | ------------- |
| 1  | Antonio Suárez    | Licor 43          | 84 óra 36' 20 |
| 2  | José Segu Soriano | Kas               | 1' 06         |
| 3  | Rik Van Looy      | Faema-Guerra      | 7' 00         |
| 4  | Pierre Everaert   | St.Raphael        | 7' 44         |
| 5  | Emmanuel Busto    | Peugeot-BP-Dunlop | 16' 29        |
| 6  | Roger Rivière     | St.Raphael        | 17' 30        |
| 7  | Hilaire Couvreur  | Faema-Guerra      | 24' 24        |
| 8  | Luis Otano        | Peugeot-BP-Dunlop | 26' 34        |
| 9  | Joseph Vloeberghs | Faema-Guerra      | 27' 17        |
| 10 | Jesus Galdeano    | Faema             | 29' 40        |